# ウッカリカサゴ
ウッカリカサゴ（学名:Sebastiscus tertius）はカサゴ目メバル科に属する海水魚の一種である。和名は同属種であるカサゴ（S. marmoratus）と混同しやすいことにちなんで命名された。日本をはじめとした西太平洋に分布する。肉食で、岩礁などでみられる。様々な漁法で漁獲され、食用になる。

## 分類
ウッカリカサゴはカサゴ目のメバル科、カサゴ属（Sebasticus）に属する。
本種は長らく同属のカサゴ（S. marmoratus）と区別されていなかったが、1978年にバルスコフとチェンにより、日本の長崎産の個体に基づきソ連の魚類学雑誌に新種として報告された。その後1979年に阿部宗明が、著書『新顔の魚』の中で「ウッカリカサゴ」という和名を命名した。和名の由来について阿部は、『新顔の魚』の中で「うっかりするとカサゴと区別しないことになる」と述べているほか、マスコミのインタビューに対し「日本の魚類学者が（本種とカサゴとの違いに）気付かずウッカリしていたため、ウッカリカサゴと命名した」と説明していたという。
一般的には以下で述べるようなわずかな形態上の違いからカサゴと区別される。「本種の定義とされている、カサゴとの相違は決定的でない」として、本種の種としての有効性に疑問を呈する研究者もいたが、2001年に東シナ海におけるカサゴ属全3種について行われた研究では、遺伝学と形態学の手法を併用することで3種が区別可能であると示されている。この研究では、形態上の特徴から本種と分類された標本の中にも、遺伝学的にはカサゴと分類するのが適当なものが少数含まれていることも分かった。このように実際には外見上の特徴のみから二種を厳密に区別するのは難しい。

## 形態
カサゴより大型になり、記録上の最大体長は37センチメートル（標準体長）で、50センチメートルを超えることもあるとされる。本種の胸鰭の軟条数は19本であり、カサゴでは18本であることから二種の区別が可能である。
体色は橙から赤、褐色と変化に富み、水深の深いところでは赤味を帯びる傾向がある。体色面でもカサゴとの区別が可能である。本種はカサゴよりもぼんやりとした体色で、水深の深いところではカサゴよりも明るく薄い、橙色を帯びた赤色であることが多い。本種の体表には白い斑紋が散在し、暗色の縁取りがある。これに対しカサゴの体表には、斑点はあるものの縁取りはない。

## 分布
日本の宮城県沿岸以南各地、そして朝鮮半島南部や東シナ海までの東太平洋に分布する。インドネシアからも報告がある。
沿海性で、通常水深30 - 100メートルの岩礁に生息し、大型個体ほど水深の深い場所に生息する傾向がある。カサゴと比べて水深の深いところに生息するとされるが、浅い海域でも小型個体がよくみつかる。

## 生態
肉食魚であり、甲殻類、イカ、魚類などを捕食する。鯨骨生物群集の一員となることがある。鹿児島県野間岬においてマッコウクジラの死体を沈めて3年間追跡調査した研究では、本種とユメカサゴ（Helicolenus hilgendorfii）が魚類の中では最もよく見られ、鯨骨の周りにいる姿が3年間を通じて観察された。
卵胎生であり、仔魚を産む。性成熟時の体長について正確なデータはないが、雌雄ともに全長30センチメートル前後ではすでに成熟しているとみられる。繁殖期は3月から5月で、繁殖期が開始するきっかけとしては水温よりもむしろ日長の影響が大きいことが示唆されている。

## 人間との関係
延縄や釣り、トロール漁などで漁獲される。漁獲量について統計はないが、カサゴと区別されず流通していると考えられる。肉は淡白な白身で、煮付けや鍋、ブイヤベース、刺身、塩焼きなどにするほか、小型個体は唐揚げにもする。